# Aurea Cruz
Aurea Cruz (Bayamón, 10 de janeiro de 1982) é uma jogadora de voleibol de Porto Rico. Atualmente ela defende a seleção de voleibol de Porto Rico na posição de ponteira.

## Clubes
| Clube                   | País           | Temporadas |
| Llaneras de Toa Baja    | Porto Rico     | 1998–1999  |
| University of Florida   | Estados Unidos | 1999–2000  |
| Airone Tortolì          | Itália         | 2005–2006  |
| Jogging Volley Altamura | Itália         | 2006–2007  |
| Icaro Alarò             | Espanha        | 2007–2008  |
| Hyundai Suwon           | Coreia do Sul  | 2008–2009  |
| Llaneras de Toa Baja    | Porto Rico     | 2009–2010  |
| Villa Cortese           | Itália         | 2010–      |